# Akira Kurosawa
Akira Kurosawa (黒澤 明 Kurosawa Akira?,  Shinagawa, Tokio, 23 de marzo de 1910-Setagaya, Tokio, 6 de septiembre de 1998) fue uno de los más célebres directores de cine de Japón. Sugata sanshirô (La leyenda del gran Judo) (1943) fue su ópera prima y su filmografía consta de 30 películas, rodadas a lo largo de cinco décadas, que incluyen influyentes títulos como Rashōmon (1950), Shichinin no samurai (Los siete samuráis) (1954), Dersu Uzala (El cazador) (1975) o Ran (Caos) (1985).
Calificado por el director Steven Spielberg como «el Shakespeare del cine contemporáneo» durante su trayectoria fue premiado en festivales como Berlín, Venecia, Cannes o Moscú y reconocido en ceremonias como los BAFTA o los premios Óscar que, en 1990, le otorgaron el Óscar honorífico por su trayectoria.

## Biografía

### Primeros años (1910-45)

#### Infancia y juventud (1910-35)
Kurosawa nació el 23 de marzo de 1910 en el distrito de Omori en Tokio (Japón) como el séptimo hijo de Isamu y Shima Kurosawa. Su madre tenía cuarenta años de edad al momento de su nacimiento, mientras que su padre cuarenta y cinco. Kurosawa creció en una casa llena de parientes, ocupada por sus padres, uno de sus hermanos mayores y tres de sus hermanas. De los hermanos restantes, uno había fallecido antes de que naciera Akira, y otros dos (uno de los hermanos y una de las hermanas) ya se habían independizado.
Su madre era una mujer abnegada a la que no le importaba sacrificarse por su marido y sus hijos. Procedía de una familia de comerciantes de Osaka. Su padre era el director de un instituto del ejército japonés, y la propia familia Kurosawa descendía de una línea de antiguos samuráis. Desde el punto de vista económico, su situación era superior a la media. Kurosawa era un admirador de la cultura occidental, tanto en los programas deportivos que organizaba, como en su afición al cine, que acababa de ser introducido en Japón en aquella época. Incluso cuando más adelante la cultura japonesa renegara de las películas occidentales, seguiría pensando que constituían una experiencia educativa positiva.
En la escuela primaria comenzó a dibujar bajo la tutela de un profesor que se interesó por su talento. Su hermano mayor, Heigo, tuvo también un profundo impacto en él: Heigo era muy inteligente, ganó varias competiciones académicas, pero tenía también lo que podría denominarse un «lado oscuro» o «cínico». En 1923, el gran terremoto de Kantō destruyó Tokio y mató a más de 100 000 personas. Heigo, de 17 años, y Akira, de 13, pasearon juntos entre la devastación. Los cadáveres de humanos y animales se apilaban en cualquier rincón. Cuando Akira intentó apartar la vista, su hermano Heigo le obligó a sostenerla. Kurosawa recordaría más tarde que esta experiencia le enseñó que el modo de vencer su propio miedo era enfrentarse a lo que se lo provocaba.
Heigo pronto comenzó una carrera en los cines de Tokio como benshi, o narrador de películas mudas para el público japonés. Sin embargo, con la llegada del cine sonoro, el trabajo de los benshi comenzó a desaparecer, lo que llevó a Heigo a intentar organizar una huelga que fracasó. Akira también estaba implicado en las luchas de sindicatos, habiendo escrito varios artículos para un periódico, al mismo tiempo que perfeccionaba su destreza como pintor. A pesar de estas actividades, que él mismo calificaría de «imprudentes» más adelante, nunca se consideró un «comunista». Cuando Akira acababa de cumplir los 20 años, su hermano Heigo se suicidó, y cuatro meses más tarde murió el mayor de sus hermanos, dejando a Akira como el único hijo varón superviviente. La hermana mayor de Akira, a la que él llamaba «pequeña hermana mayor», también había muerto repentinamente cuando él tenía solo diez años de edad.

#### Inicios cinematográficos (1935-45)

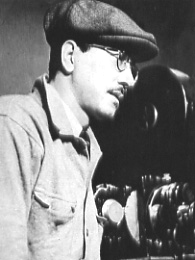
El director de cine Kajirō Yamamoto bajo cuya labor Kurosawa comenzó a trabajar en la industria del cine

En 1935 Kurosawa se enteró de la existencia de un programa de aprendices de director para los estudios de cine Photo Chemical Laboratories posteriormente Tōhō. En febrero de 1936 fue contratado y comenzó a trabajar como ayudante del director Kajiro Yamamoto. 

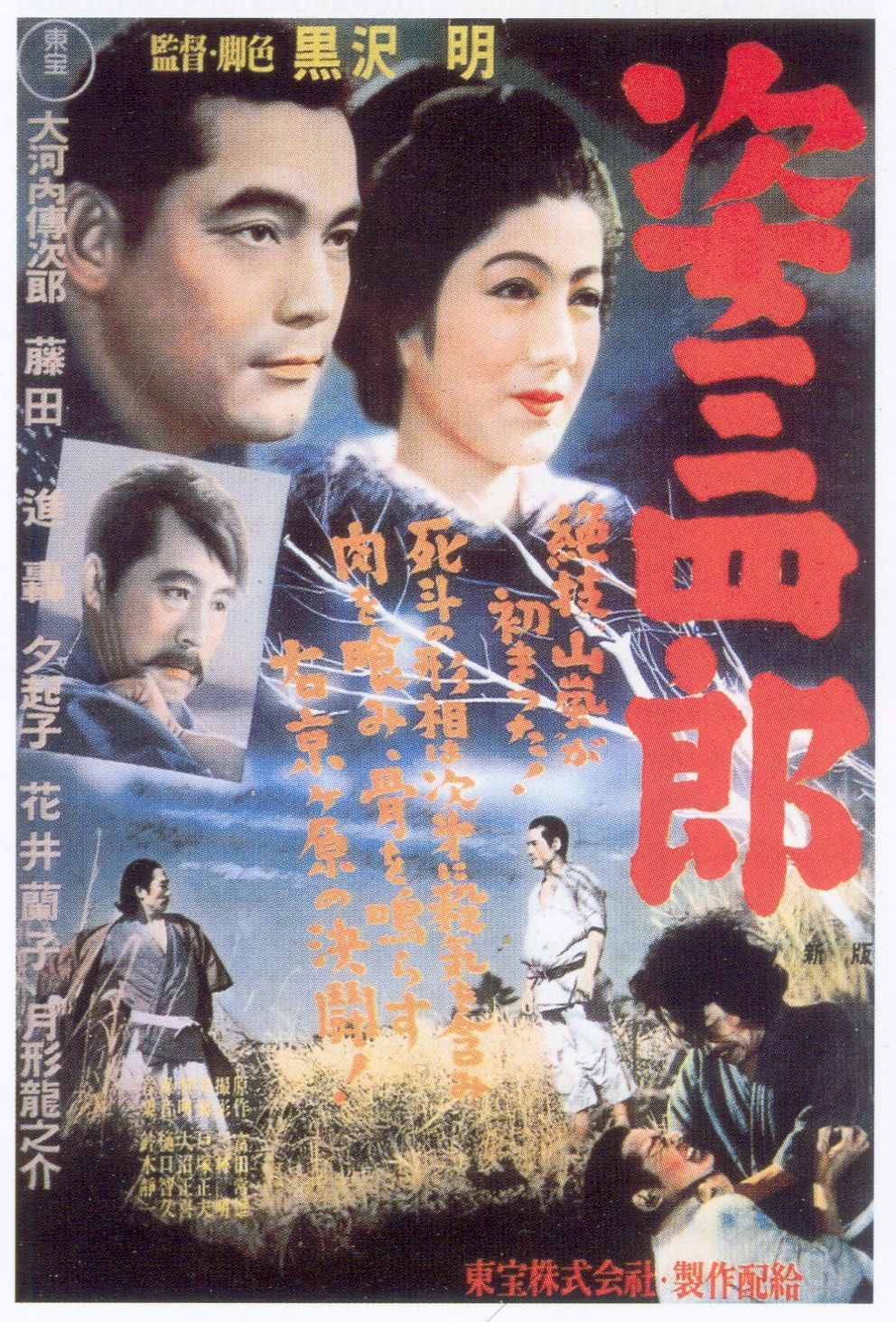
Cartel promocional de la película La leyenda del gran judo primera película dirigida por Kurosawa (1943)

Durante cinco años permaneció ejerciendo las funciones de asistente de dirección, realizando cada vez un número más amplio de funciones, hasta que en 1943 hiciera su debut como director con Sugata sanshirô (La leyenda del gran Judo).
Sus siguientes películas, realizadas durante la Segunda Guerra Mundial, fueron cuidadosamente supervisadas por el gobierno japonés, sufriendo la censura cinematográfica e incluyendo temas nacionalistas. Ichiban utsukushika (La más bella) (1944) es una película propagandística rodada en formato semi-documental sobre unas mujeres que trabajan en una fábrica militar. Durante el rodaje de la cinta Kurosawa y la actriz principal, Yoko Yaguchi, comenzaron una relación personal que devino en su posterior matrimonio en 1945 permaneciendo juntos hasta el fallecimiento de Yaguchi en febrero de 1985. Ambos tuvieron dos hijos: Hisao (nacido el 20 de diciembre de 1945), quien ejerciera como productor en algunas de las últimas cintas realizadas por su padre y Kazuko (nacida el 29 de abril de 1954) que ha desarrollado las funciones de diseñadora de vestuario.

En el caso de El gran Judo, la segunda versión, y en la película que realicé a continuación, La más bella, la Oficina de Propaganda me pidió incluir ciertas cosas. Quería que yo incorporara ciertos elementos nacionalistas. Es lo que me pidieron. Intenté resistir. Pero si quería continuar trabajando en Japón en esta época, no podía rechazarlo. Es en este modo que la guerra ha tenido un efecto sobre mis películas. Intenté no incorporar sus ideas, pero no tenía elección.
Akira Kurosawa (1991) 

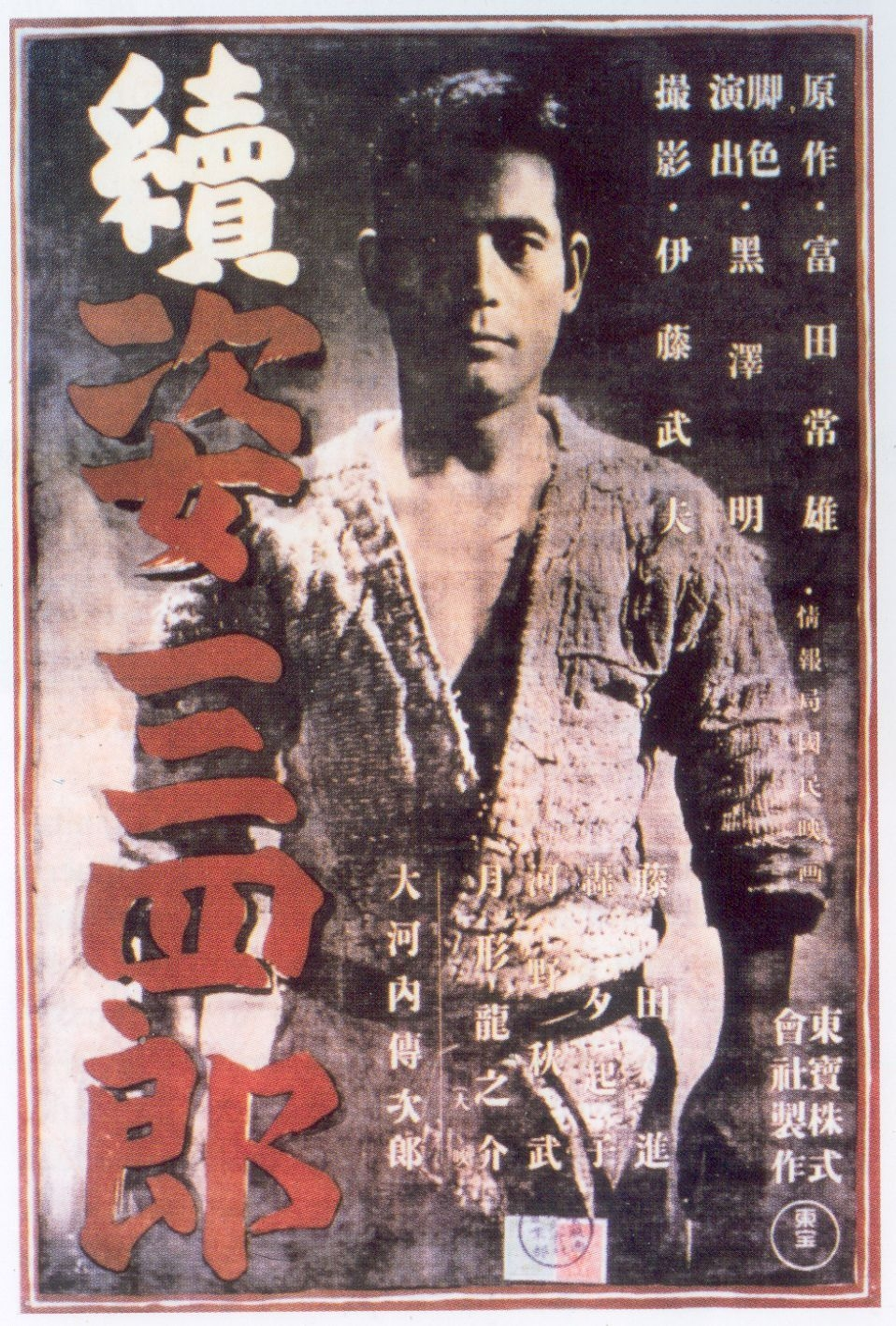
Cartel promocional de la película La nueva leyenda del gran Judo (1945)

La segunda parte de la saga de «el gran Judo», Zoku sugata sanshiro (La nueva leyenda del gran judo) (1945), ha sido interpretada como una película explícitamente antiestadounidense por retratar al judo japonés como superior al boxeo occidental.
Ya en la etapa final de la contienda, una vez consumada la rendición de Japón y la ocupación por parte de los aliados, Kurosawa escribió y dirigió la película Tora no o fumu otokotachi (Los hombres que caminan sobre la cola del tigre), basada en la obra kabuki Kanjinchō, protagonizada por el cómico Enoken con quien el director había trabajado durante su etapa como asistente. La antigua censura japonesa consideró la película demasiado occidental y «democrática» prohibiéndola. La nueva censura impuesta por los estadounidenses interpretó que la película promovía valores feudales y vetaron su estreno hasta la firma del Tratado de San Francisco en 1952.

### Etapa de posguerra y Reconocimiento internacional (1946-65)

#### Primeros trabajos de posguerra (1946-50)
Desde su primera película postbélica, Waga seishum ni kuinashi (No añoro mi juventud) (1946), el estilo del cine de Kurosawa muestra su crítica con el anterior régimen japonés, ya que trata sobre la mujer de un disidente izquierdista, arrestado por sus tendencias políticas. En el periodo comprendido entre 1946 y 1955 el realizador obtuvo una notable influencia internacional con películas que abordan, directamente o con la utilización de metáforas, conflictos y problemas comunes de los ciudadanos. De este modo también comenzó a mostrar tramas que trataban del Japón contemporáneo posterior a la Segunda Guerra Mundial.
Subarashiki nichiyōbi (Un domingo maravilloso) (1947) es un melodrama que obtuvo buenas críticas y una positiva acogida popular. Variando el denominado género popular shomin-geki, los conflictos del hombre corriente en el entorno familiar, la crítica lo considera una aproximación al estilo del neorrealismo italiano a través de una pareja que comparten un día festivo con sus preocupaciones cotidianas: dónde alojarse o cómo sacar el mayor rendimiento a su escaso dinero mientras reflexionan sobre el futuro y sus planes de boda.

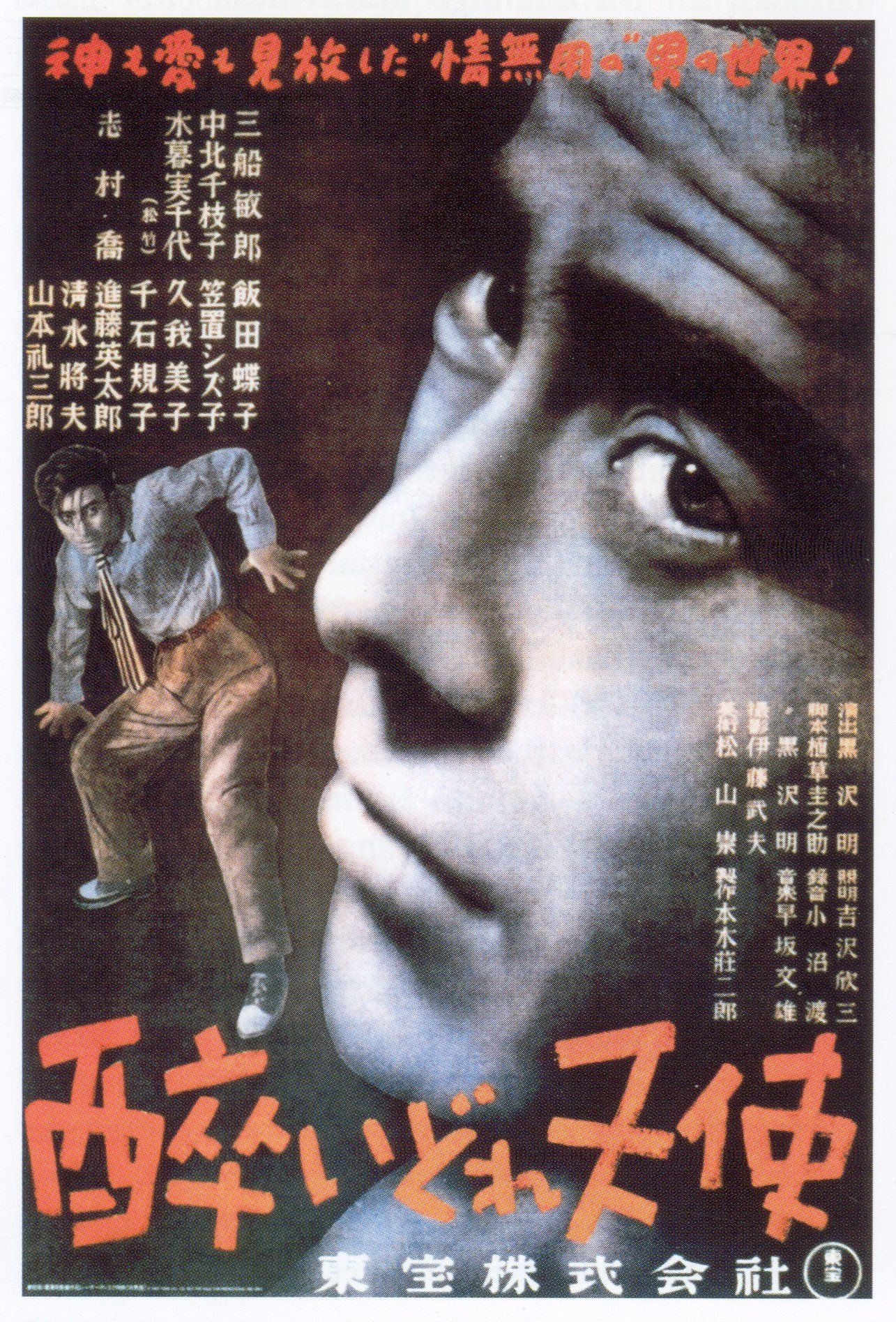
Cartel promocional de El ángel ebrio (1948) primera de las películas protagonizadas por Toshirō Mifune

Los proyectos subsiguientes de Kurosawa fueron más ambiciosos y consiguieron afianzar su estilo y reconocimiento como realizador. Yoidore tenshi (El ángel ebrio) (1948), primera de las películas interpretadas por Toshirō Mifune, uno de sus actores fetiche, muestra la difícil relación que surge entre un médico alcohólico y el jefe de un grupo yakuza enfermo de tuberculosis.
Shizukanaru ketto (Duelo silencioso) (1949) es un melodrama sobre un médico militar que de forma accidental contrae la sífilis mientras practica una operación a un soldado lo que desencadena la ruptura con su prometida.
Nora inu (El perro rabioso) (1950), película ambientada en la posguerra japonesa, tras una estructura propia del thriller narra la historia de un joven detective al que roban su pistola en un Tokio asolado por la pobreza, el crimen y el desempleo.
Concluye esta etapa con Shubun (Escándalo) (1950), una crítica a la prensa sensacionalista, a través de la historia de un pintor y una cantante acusados injustamente de mantener una relación clandestina. Considerada la película más «occidental» de Kurosawa hasta entonces desvela la relación de amor - odio de Japón y Kurosawa con Estados Unidos y la modernización.

#### Reconocimiento internacional (1950-58)

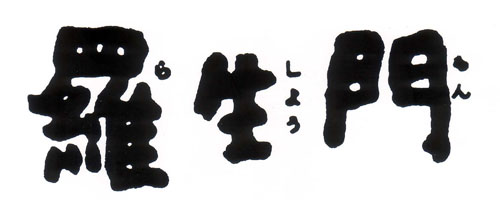
Logotipo de Rashōmon (1950) primer éxito internacional de Kurosawa

Sería una película de género policial, Rashōmon (1950), con la que Kurosawa obtendría un amplio reconocimiento internacional. Cinta de suspense psicológico, que investiga la naturaleza de la verdad y el significado de la justicia, muestra a cuatro personas que ofrecen diferentes relatos sobre el asesinato de un hombre y la violación de su esposa a través de imágenes impactantes, el uso ingenioso de analepsis, novedades técnicas y formales y la creación del denominado «Efecto Rashōmon». Entre otros premios obtuvo el León de Oro en el Festival de Cine de Venecia (1951) y un Premio Óscar (1952). A raíz del éxito comercial y crítico obtenido con Rashōmon el cine realizado en Japón, no únicamente el de Kurosawa sino el de directores como Yasujirō Ozu o Kenji Mizoguchi, se convirtió en un fenómeno tanto en Estados Unidos como en los países de la órbita occidental a lo largo de la década de los años 1950. Algunos estudiosos lo denominan la segunda época dorada del cine japonés.
Hakuchi (El idiota) (1951), adaptación de la novela homónima escrita por Fiódor Dostoyevski, es una película que narra con bastante fidelidad los acontecimientos de la novela cambiando su ambientación de la Rusia del siglo XIX al Japón contemporáneo. Es considerada una obra de transición en el que el realizador, paulatinamente, se va alejando de la vinculación con la temática de posguerra hacia otros temas y ambientaciones. Su duración inicial, superior a las cuatro horas, fue recortada hasta los 166 minutos perdiéndose el metraje no utilizado.

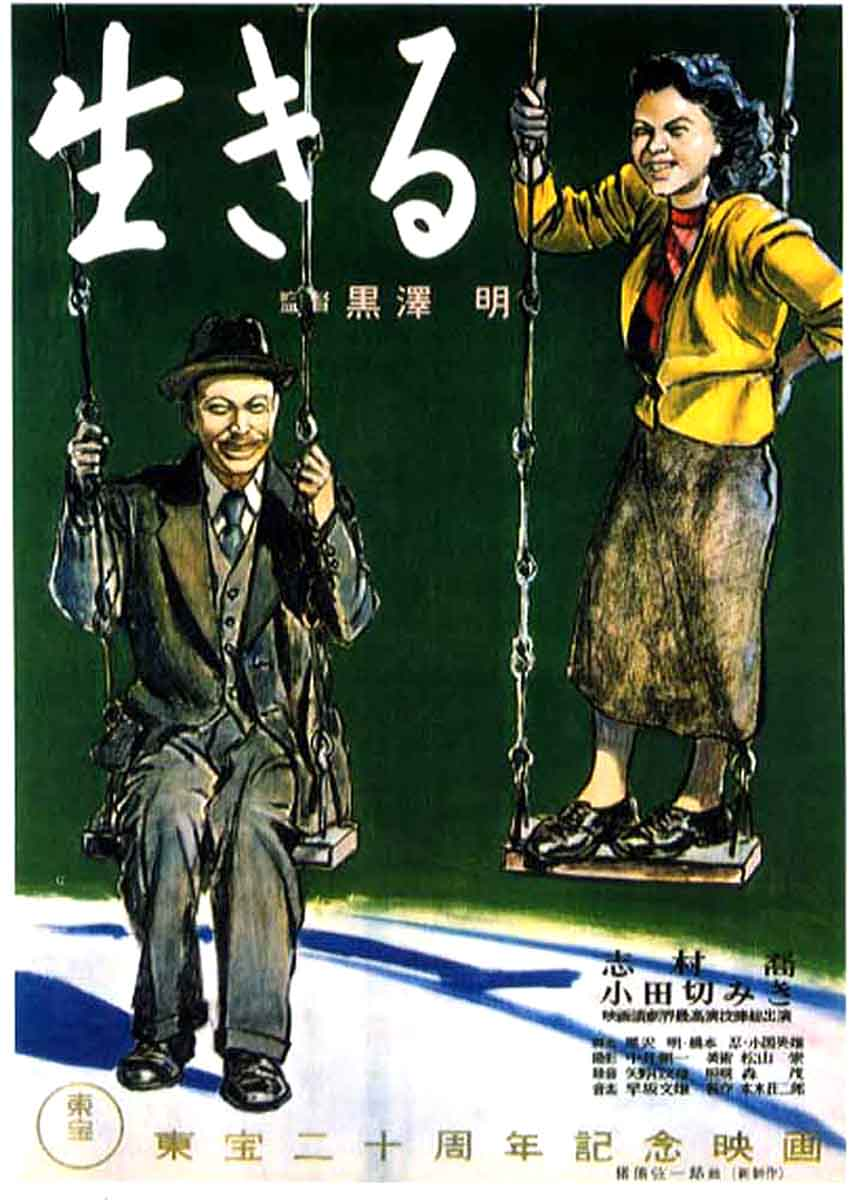
Cartel promocional de Ikiru (Vivir) (1952)

Con su recién adquirido reconocimiento internacional Kurosawa volvió nuevamente a los estudios Toho, que producirían sus siguientes 11 películas, para su nueva obra Ikiru (Vivir) (1952). Protagonizada por Takashi Shimura, quien encarna a un funcionario a quien se le detecta un cáncer terminal, la cinta ofrece una imagen crítica de los funcionarios públicos, sus políticas, así como la forma en que malgastan el tiempo. Gracias a esta cinta Kurosawa obtuvo por segunda vez el premio Kinema Junpo a la mejor película del año, un gran éxito comercial y la consideración por parte de la crítica como una de las mejores películas del director en su etapa moderna.

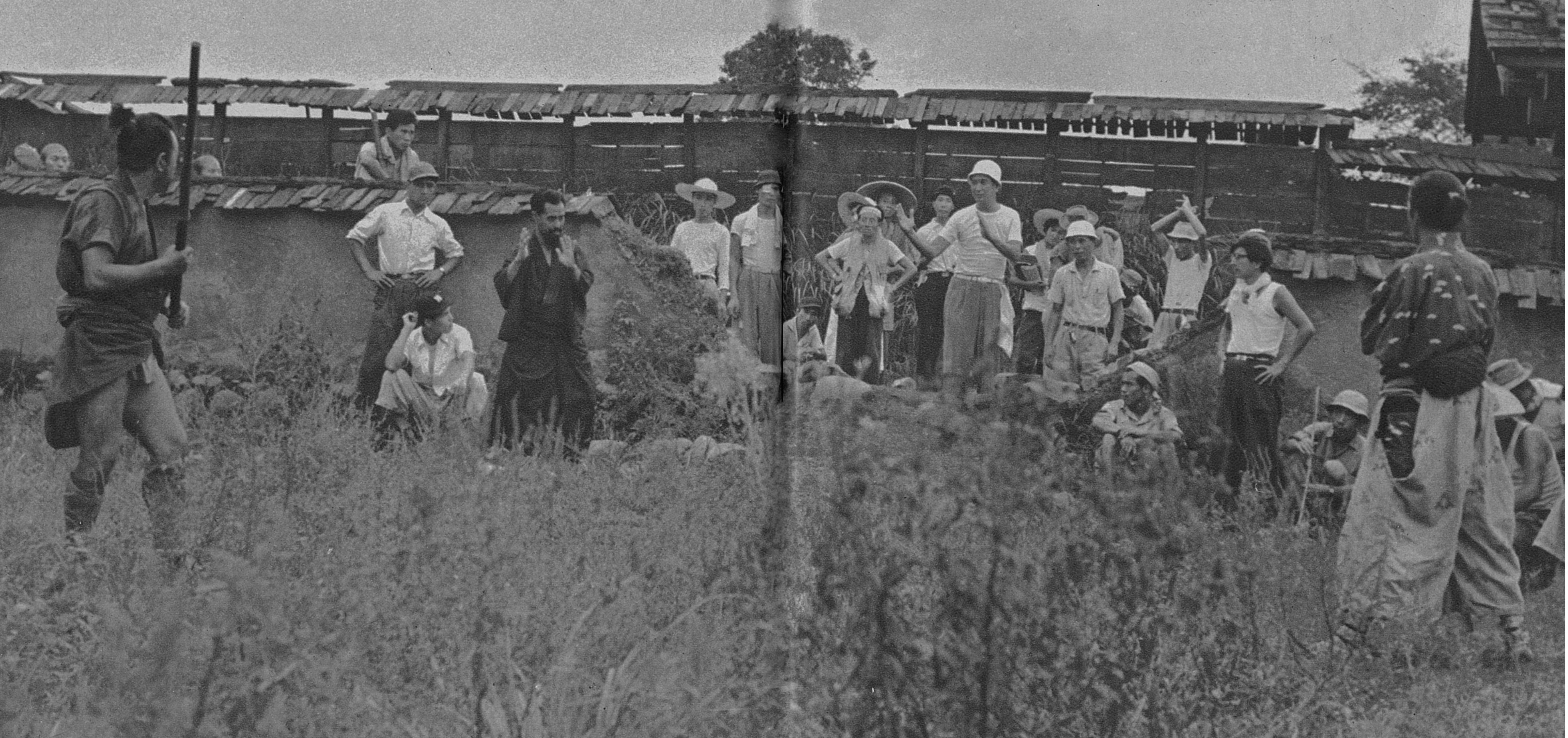
Detalle del rodaje de Shichinin no samurai (Los siete samuráis) (1954)

En diciembre de 1952 Kurosawa se reunió junto a los guionistas de Ikiru, Shinobu Hashimoto e Hideo Oguni, para crear el texto de su siguiente proyecto Shichinin no samurai (Los siete samuráis) (1954). Considerada una de las películas más influyentes de la historia del cine, se trata de su primera película Jidaigeki dedicada a los samuráis, género que le otorgaría gran fama popular. Con una historia sencilla, centrada en los habitantes de un humilde pueblo que contratan los servicios de un grupo de samuráis para defenderse de los robos perpetrados por un grupo de bandidos, la cinta ofrece un tratamiento épico, un amplio reparto de actores entre los que figuran algunos veteranos de sus trabajos previos, un meticuloso estudio de las escenas de acción y una duración de 205 minutos. La película ha ejercido influencia en numerosas películas posteriores como Bichos (1998), Star Wars, Doce del patíbulo (1967), Por un puñado de dólares (1964) o Los siete magníficos (1960).
A lo largo de 1954 Estados Unidos realizó diferentes ensayos nucleares en el Océano Pacífico que causaron diferentes episodios de lluvia radioactiva en Japón y, en marzo, un episodio de graves consecuencias en el atunero Daigo Fukuryû Maru y su tripulación mientras faenaba. Con esta situación Ikimono no kiroku (Crónica de un ser vivo) (1955), su siguiente película, vuelve a ser un proyecto más modesto en que el dueño de una antigua fábrica, aterrorizado ante la perspectiva de un ataque nuclear, decide trasladar a su familia al que presupone un entorno más seguro: una granja en Brasil. Fumio Hayasaka, compositor habitual en sus películas, falleció de tuberculosis a los 41 años antes de completar la banda sonora lo que motivó que fuera terminada por Masaru Sato, alumno de Hayasaka y compositor en los siguientes proyectos de Kurosawa. Estrenada en noviembre de 1955 Ikimono no kiroku obtuvo una fría acogida comercial durante su estreno aunque sí participó en festivales como Cannes. No obstante se considera una de las películas que aborda con mayor precisión los efectos psicológicos durante una catástrofe nuclear.

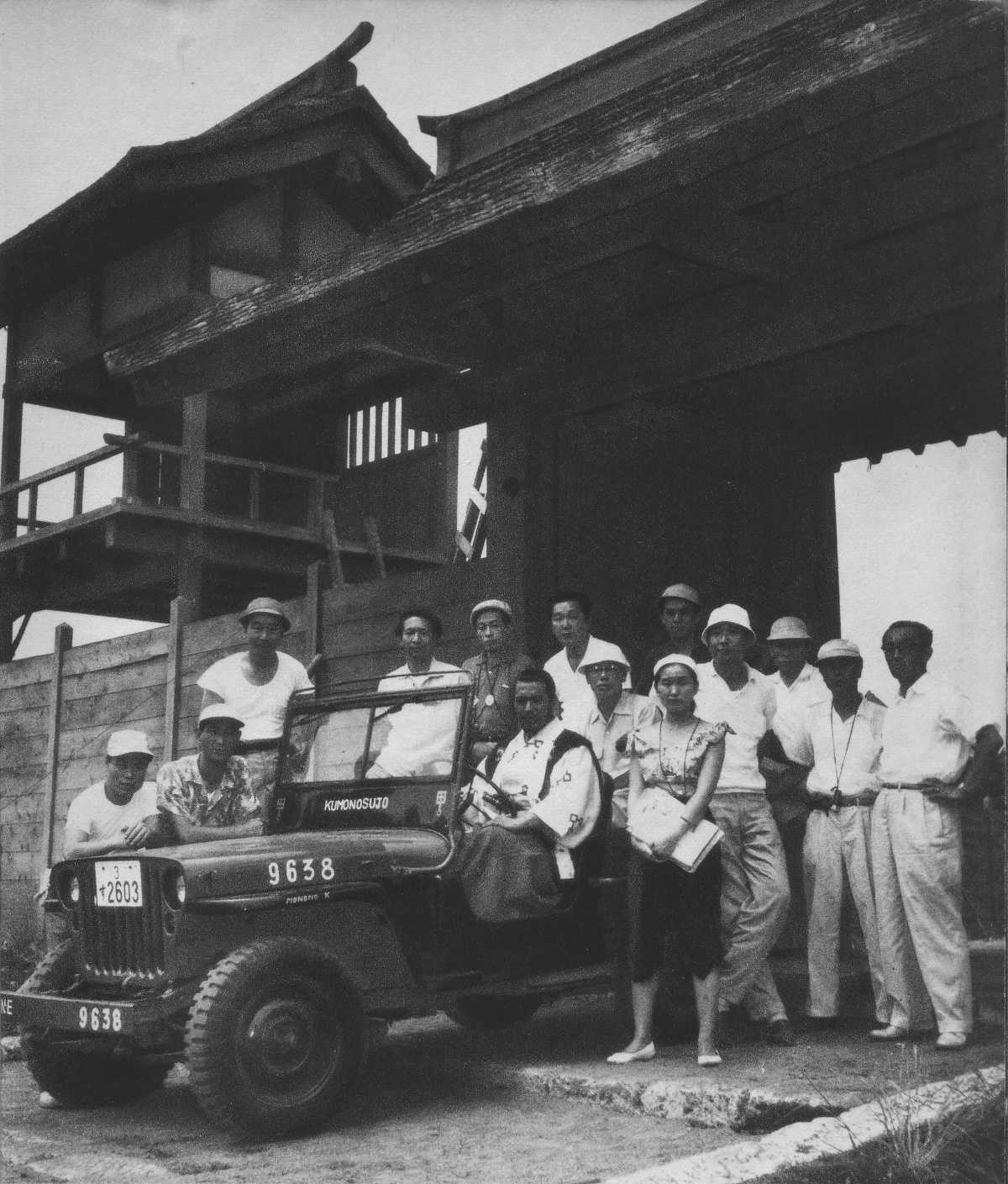
Detalle del rodaje de Kimonosu jo (Trono de sangre) (1956)

El siguiente proyecto de Kurosawa fue Kimonosu jo (Trono de sangre) (1957) una ambiciosa adaptación, ambientada en el período Sengoku, de la tragedia Macbeth de William Shakespeare. El elenco, y especialmente Isuzu Yamada actriz principal de la película, recibió instrucciones de Kurosawa para que abordara el personaje como si se tratara de una adaptación de una obra japonesa no tanto un clásico de la literatura europea. Con ello el resultado interpretativo es más próximo al teatro No lo que también ayudó a que la recepción en Japón tras su estreno fuera menos negativa que proyectos previos del director. Pese a estas diferencias, en características y contexto, es considerada una de las más peculiares y célebres adaptaciones al cine de una obra escrita por Shakespeare.
El mismo año se estrenó Donzoko (Los bajos fondos) (1957) otra adaptación en esta ocasión de la obra teatral homónima escrita por Máximo Gorky. A diferencia de Komonosu jo, que contó con un amplio número de decorados y elenco, en esta ocasión sólo se emplearon dos decorados en toda la película en el que se desarrolla la vida de un grupo de personas de clase baja. Nuevamente el realizador cambió la narración original, ambientada originalmente en el Imperio ruso (1721-1917), al último periodo Edo (1603-1868) japonés. Estrenada en septiembre de 1957 la película obtuvo una tibia recepción, similar a la obtenida por su antecesora, aunque en la actualidad algunos críticos la consideran, injustamente, una de las películas menos valoradas de toda la trayectoria de Kurosawa.
Esta etapa de la trayectoria de Kurosawa se cierra con una película que supuso el reencuentro con el éxito masivo: Kakushi toride no san akunin (La fortaleza escondida) (1958). Las tres películas previas del director, Ikimono no kiroku (Crónica de un ser vivo), Kimonosu jo (Trono de sangre) y Donzoko (Los bajos fondos), no cautivaron a la audiencia japonesa en parte por el reflejo de una progresiva visión pesimista y lóbrega de la condición humana. Por ello Kurosawa decidió proponer una película de aventuras jidaigeki ligera y con toques de comedia que posteriormente ejercería influencia en la saga de películas de ciencia ficción Star Wars según su creador George Lucas. Fue la película hasta entonces más exitosa en la trayectoria del realizador y, entre otros reconocimientos, obtuvo en 1959 el Premio FIPRESCI y el Oso de Plata del Festival de Berlín. En la valoración realizada para The Criterion Collection en 1987 por David Ehrenstein la calificó como «una de las mejores películas de acción y aventura de la historia» y una película de samuráis «de ritmo rápido, ingenioso y visualmente impresionante».

#### Creación de su propia compañía (1959-65)
Desde la filmación de Rashōmon (1950) los proyectos de Kurosawa fueron haciéndose más complejos y requirieron paulatinamente de un mayor presupuesto. Tōhō, compañía que había financiado hasta entonces un importante número de películas del realizador y con quien este mantenía un contrato de trabajo, sugirió al director que fundara su propia compañía cinematográfica para ayudar al desarrollo de futuros proyectos: como coproductor Kurosawa, además de reducir la aportación económica de la productora, también dispondría de una mayor libertad creativa. El director accedió a la propuesta y en abril de 1959 se fundó Kurosawa Production Company con Tōhō como accionista principal.
El primero de los proyectos que vio la luz siendo Kurosawa coproductor fue una película que critica de manera frontal las élites japonesas tanto de negocios como políticas: Warai yatsu hodo yoku nemuru (Los canallas duermen en paz) (1960). Inspirada en la tragedia Hamlet de William Shakespeare la película muestra un plan de venganza ejecutado por un joven que se infiltra en una jerárquica y corrupta compañía con la intención de desvelar los manejos fraudulentos de los hombres que provocaron la muerte de su padre. Durante el proceso de producción se vivieron numerosas protestas sociales por un nuevo tratado de seguridad entre Estados Unidos y Japón que una parte importante de la población consideró una amenaza a la democracia ya que otorgaba mucho poder a los políticos y las corporaciones empresariales. Estrenada en septiembre de 1960 la película obtuvo una buena recepción crítica y un modesto éxito comercial.
Yojimbo (El mercenario) (1961), segunda de las producciones realizadas por la compañía de Kurosawa es una película ambientada en el siglo XIX que narra la historia de un samurái, Sanjurō interpretado por Toshirō Mifune quien obtuviera la Copa Volpi del Festival de cine de Venecia, que se ha quedado sin trabajo. Recala en un modesto pueblo en cuyo seno dos grupos armados luchan por hacerse con el poder situación que el astuto samurái aprovecha para su propio beneficio. Considerada una de las obras más recordadas del realizador es célebre por la representación gráfica de la violencia y por su buena acogida tanto en el plano crítico como en taquilla. También es célebre por el conflicto generado con el realizador Sergio Leone, director de la película Por un puñado de dólares (1964), quien fuera condenado por plagio tras una demanda por parte de Kurosawa y Tōhō.
Tras la buena acogida comercial y crítica de Yojimbo Kurosawa recibió diferentes presiones por parte de Tōhō para crear una secuela que incluyera al personaje principal. La solución por parte del realizador fue volver a trabajar sobre un guion escrito con anterioridad a Yojimbo modificado para incluir al samurái. Tsubaki sanjuro (Sanjuro) (1962) fue la primera de una serie de tres películas en las que el realizador adaptó a cine diferentes obras del escritor Shūgorō Yamamoto: a Tsubaki sanjuro le seguiría Akahige (Barbarroja) (1965) y Dodes'ka-den (1970). Se trata de una película de género jidaigeki, adaptación del cuento Días Pacíficos, en el que un grupo de jóvenes samuráis deben enfrentarse a los corruptos dirigentes de su clan. Debido a su ingenuidad e indefensión logran ganarse la simpatía de un rōnin vagabundo, de personalidad amarga y pragmática, quién les salvará la vida de los atacantes y logrará ayudarles a conseguir sus nobles objetivos. Con un estilo más ligero y numerosas notas de humor, Tsubaki sanjuro rápidamente obtuvo un mejor resultado comercial que Yojimbo y una positiva recepción entre los críticos.

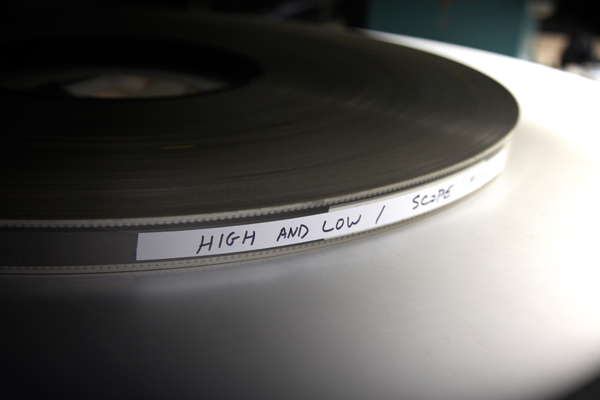
Celuloide de la película Tengoku to jigoku (El infierno del odio) (1963)

El siguiente proyecto del director fue Tengoku to jigoku (El infierno del odio) (1963) basada libremente en la novela El secuestro del Rey de Ed McBain. Película dramática y policial la trama muestra a un poderoso ejecutivo que recibe una llamada telefónica en la que le comunican el secuestro de su hijo exigiéndole 30 millones de yenes por su liberación. Poco después se descubre que el secuestrador ha raptado, por error, al hijo del chófer en lugar de a su hijo y, por tanto, el protagonista se ve en la encrucijada de decidir si usar su fortuna para adquirir el control de su empresa o bien para salvar al chico. Fue el tercer, y consecutivo, récord de taquilla en Japón para Kurosawa alzándose como la más taquillera del año. Considerada una de las mejores películas de su filmografía participó en el Festival de Venecia de 1963 y fue nominada al Globo de Oro como mejor película extranjera.
Akahige (Barbarroja) (1965), su siguiente película, está basada en una colección de relatos breves de Shūgorō Yamamoto Akahige shinryotan (赤ひげ診療譚) y una subtrama está inspirada en la novela Humillados y ofendidos escrita por Fiódor Dostoyevski. Ambientada a mediados del siglo XIX la trama muestra a un joven médico, Noboru Yasumoto (Yuzo Kayama), que para completar su formación es destinado a una clínica rural dirigida por Kyojō Niide (Toshirō Mifune) un doctor estricto y de mucho carácter. A través de las experiencias que suceden en la clínica el joven cambiará su idea sobre lo que significa ejercer su profesión, llegando a la conclusión de que la vida de los pacientes es más importantes que la riqueza o el estatus social. Los dos actores principales, Kaya una estrella extremadamente popular por aquel entonces y Mifune en el que fue el último de los 16 papeles que encarnó en películas de Kurosawa, eran notoriamente conocidos para el público. Con un proceso de producción y rodaje de un año, el más largo en toda la trayectoria del realizador, fue la película más taquillera del año en Japón. Fue la tercera y última ocasión en que Kurosawa obtuvo el premio Kinema Jumpō, una nominación como mejor película extranjera en los premios Globo de Oro (1966) y los premios premios OCIC y San Giorgio, y Mifune la Copa Volpi como mejor actor, en el Festival de Venecia (1965).
Con Akahige finaliza una etapa en la trayectoria del director, aspecto reconocido por el mismo, ya que durante una conversación con el crítico cinematográfico Donald Richie afirmó que sentía que cerraba una etapa y que en el futuro sus películas y métodos de producción serían diferentes. A finales de los años 1950, con el auge de la televisión como método favorito de entretenimiento de masas, paulatinamente las productoras cinematográficas fueron asumiendo menos riesgos y, especialmente, los costosos métodos de trabajo y producción empleados por Kurosawa. A lo largo de las siguientes décadas Kurosawa únicamente realizaría siete películas más debido, en gran medida, a la dificultad de encontrar financiación para sus proyectos. La finalización del trabajo conjunto entre el actor Toshirō Mifune y Akira Kurosawa tras dieciséis películas y la conocida exigencia del realizador en su búsqueda de la perfección en los rodajes quedó reflejado en anécdotas en las que el actor criticaba el comportamiento del director. A pesar de todo Kurosawa consideró toda su vida a Mifune el actor más grande con el que trabajó e Hisao Kurosawa, hijo del director, declaró en reiteradas ocasiones que su distanciamiento no se debió a disputas entre ellos.

### Última etapa (1966-98)

#### Incursión fallida en Hollywood (1966-68)
En 1966 el contrato de exclusividad que Kurosawa mantenía con los estudios Tōhō finalizó. El director, que contaba con 56 años de edad, contempló por primera vez realizar un cambio en su metodología de trabajo dadas las dificultades en que se encontraba inmersa la industria cinematográfica local. Tras recibir varias ofertas para proseguir su carrera en el extranjero finalmente aceptó una para adaptar un thriller de acción con la productora The Embassy Pictures titulada Runaway Train. La que sería su primera película en color no se rodó debido a que el guion en inglés no estaba finalizado para la fecha originalmente prevista que era otoño de 1966. El rodaje, que precisaba de nieve, se pospuso para otoño de 1967 y fue cancelado definitivamente en 1968. No sería hasta 1985 cuando el cineasta Andréi Konchalovski realizó el proyecto, Runaway Train, con un nuevo guion escasamente vinculado con el trabajo realizado por Kurosawa.

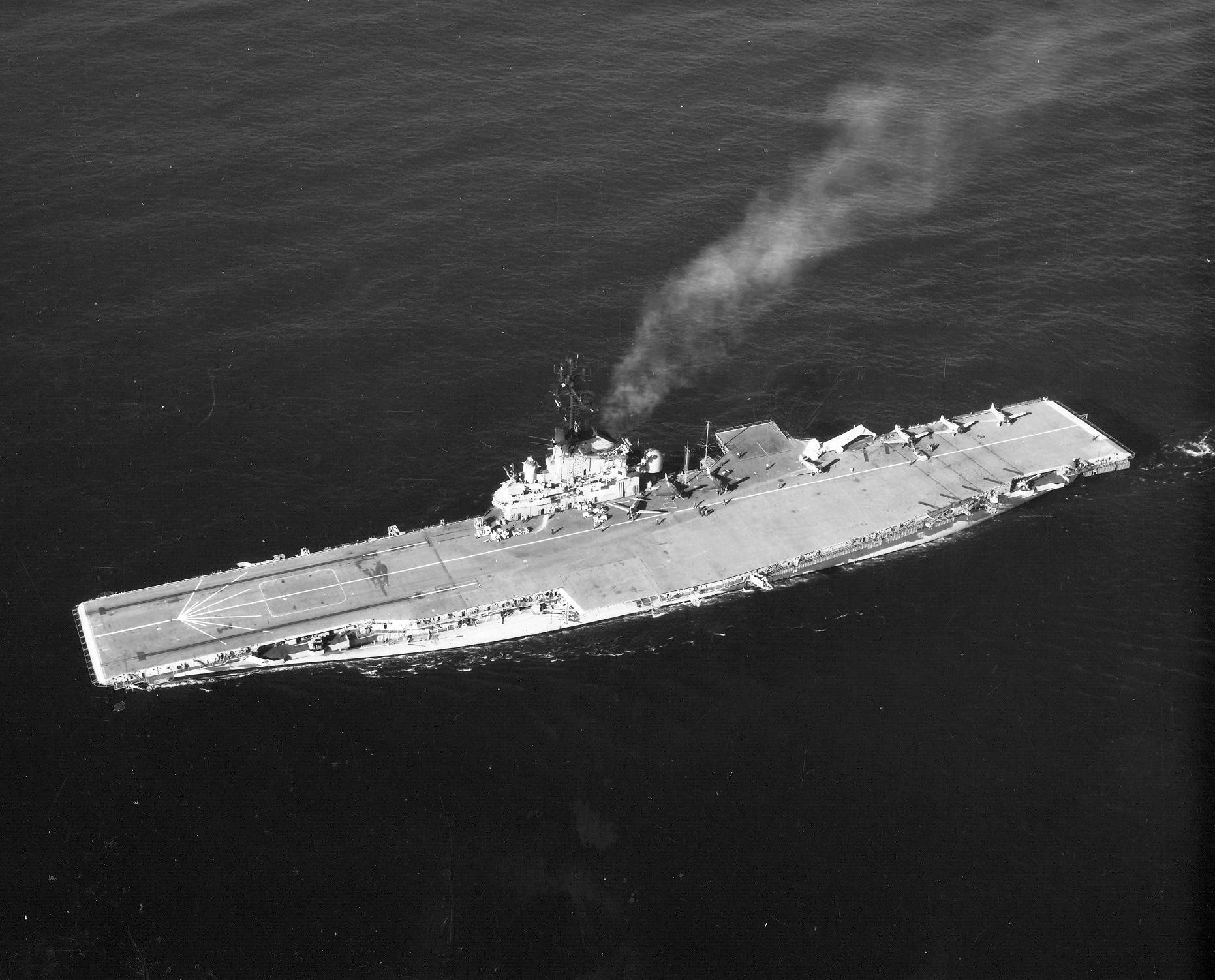
Detalle del portaaviones Yorktown utilizado en el rodaje de Tora! Tora! Tora! (1970)

Su proyecto más ambicioso en Hollywood fue la codirección de la cinta bélica Tora! Tora! Tora! (1970) coproducida por 20th Century Fox y Kurosawa Production Company. Ambientada en el ataque japonés sobre Pearl Harbor desde ambas perspectivas, tanto la estadounidense como la japonesa, Kurosawa sería el encargado de filmar la visión nipona y David Lean la americana. Tras varios meses trabajando en el guion con Ryuzo Kikushima e Hideo Oguni el proyecto comenzó a complicarse: se cambió el director estadounidense por Richard Fleischer, el presupuesto se redujo y el tiempo de pantalla asignado para el segmento japonés se limitó a 90 minutos cuando el guion previsto se desarrollaba a lo largo de 4 horas. En mayo de 1968 se aprobó el guion y plan de rodaje definitivo con la participación directa de Darryl F. Zanuck y el rodaje comenzó en diciembre del mismo año. Kurosawa apenas permaneció tres semanas como director de rodaje. El equipo no era el habitual en sus anteriores obras y no se acostumbraba a su exigente manera de trabajar, y el realizador no se adaptó a los usos de los grandes estudios. Tras algunos episodios conflictivos en el set de rodaje los productores llegaron a la conclusión que el director padecía alguna enfermedad. Tras practicarle un reconocimiento médico en el Hospital Universitario de Kioto la conclusión fue que el director padecía neurastenia. Finalmente los productores anunciaron la retirada de Kurosawa del proyecto debido a la fatiga y fue reemplazado para la realización de la historia japonesa por dos directores: Kinji Fukasaku y Toshio Masuda. Su nombre fue retirado de los títulos de crédito, pese a que la mitad del guion correspondía al director y sus colaboradores, y el director se desvinculó de Ryuzo Kikushima no volviendo a trabajar con el. De hecho las dificultades de rodaje hicieron emerger algunas prácticas corruptas en el seno de su propia productora y en la industria cinematográfica se empezó a sospechar que el director tal vez no sería capaz de volver a realizar una nueva película.

#### Una década difícil (1969-77)
Conocedor de su reputación como director conflictivo, dada la trascendencia de lo sucedido en el rodaje de Tora! Tora! Tora, Kurosawa se embarcó rápidamente en un proyecto para demostrar la viabilidad de su carrera como director. Junto a los directores Keisuke Kinoshita, Masaki Kobayashi y Kon Ichikawa en julio de 1969 fundó una nueva compañía cinematográfica llamada Yonki No Kai. Aunque el proyecto inicial era que cada director realizaría una película cada uno posteriormente se ha sugerido que la auténtica voluntad de los otros tres directores era facilitar que Kurosawa completara una película con la que volviera nuevamente al negocio cinematográfico.
El primer proyecto en que se trabajó fue una película titulada Dora-heita que finalmente fue descartada debido a un presupuesto demasiado elevado para las posibilidades de la nueva compañía. Por tanto el segundo proyecto, que finalmente sí vio la luz, fue la película Dodes'ka-den (1970). Adaptación de la novela Ciudad sin estaciones de Shūgorō Yamamoto, y primera película rodada en color por el realizador, la trama se centra en un grupo de personas pobres residentes en un suburbio de Tokio. Con un plan de rodaje de nueve semanas Kurosawa quería demostrar su capacidad para realizar una película con rapidez, eficacia y un presupuesto pequeño. Estrenada en octubre de 1970 la película fue tibiamente acogida por la crítica, se topó con la indiferencia de los espectadores japoneses. Aunque fue mejor acogida durante en el extranjero, obteniendo el premio Signis en el Festival de Venecia (1971) y la nominación como mejor película extranjera en los Premios Óscar (1972), es considerada una película de estilo más experimental pero no comparable con las mejores obras del director. Debido a las pérdidas acumuladas la productora Yonki No Kai tuvo que cancelar todos sus proyectos y disolverse. Incapaz de encontrar financiación y acosado por problemas de salud, Kurosawa ejecutó un intento de suicidio el 22 de diciembre de 1971 cuando se cortó el cuello y las muñecas. Con posterioridad el director recobró su salud, refugiándose en la vida familiar, y con la incertidumbre de saber si volvería a dirigir una nueva película.

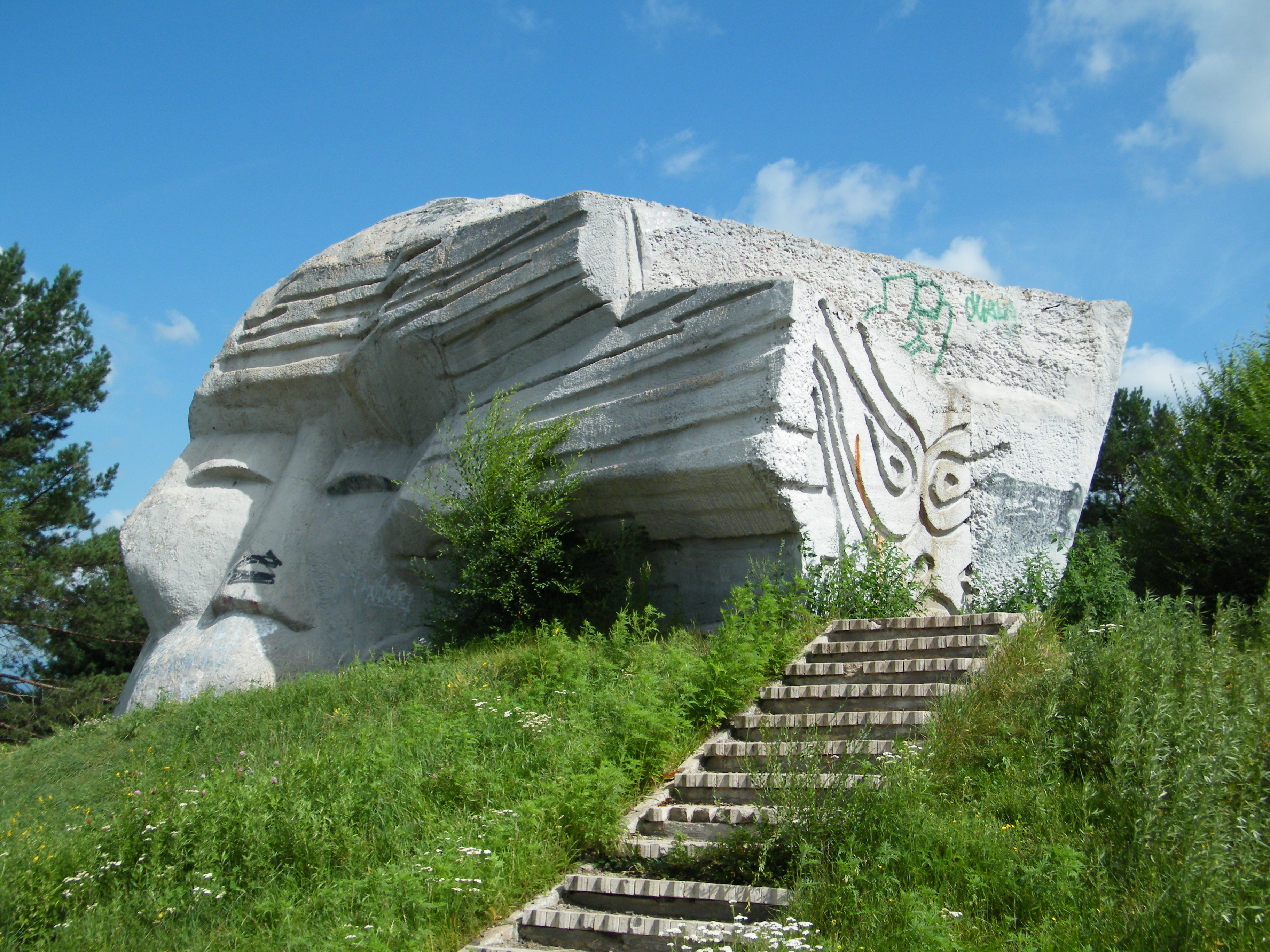
Monumento dedicado al explorador Dersú Uzalá en Arséniev (Rusia)

En 1973 el estudio cinematográfico Mosfilm realizó una oferta a Kurosawa para trabajar en un proyecto: la adaptación de la autobiografía del explorador ruso Vladímir Arséniev titulada Dersú Uzalá. En diciembre de 1973 el director, que contaba con 63 años de edad, se trasladó a la Unión Soviética permaneciendo durante 18 meses. El rodaje de Dersu Uzala (El cazador) (1975) comenzó en Siberia en mayo de 1974, en condiciones climatológicas extremadamente difíciles y exigentes, prolongándose hasta abril de 1975. Estrenada en Japón el 2 de agosto de 1975 la película obtuvo un buen resultado en taquilla, poca repercusión entre la crítica especializada nipona y una positiva recepción en el extranjero obteniendo premios como el David de Donatello de la academia de cine Italiana (1977), el premio a mejor película en el Festival de Cine de Moscú (1975) y el Óscar a mejor película extranjera (1976).
Aunque recibió ofertas para realizar proyectos en televisión Kurosawa manifestó su desinterés por el medio. Ello no impidió que, esporádicamente, participara realizando cameos en algunos anuncios de televisión junto a Francis Ford Coppola. Pese a la incertidumbre de saber si sería capaz de realizar una nueva película el director prosiguió trabajando en varios proyectos, escribiendo guiones y creando detallados guiones gráficos con la intención de plasmar visualmente sus proyectos en caso de que no pudiera volver a rodar.

#### Dos epopeyas (1978-86)

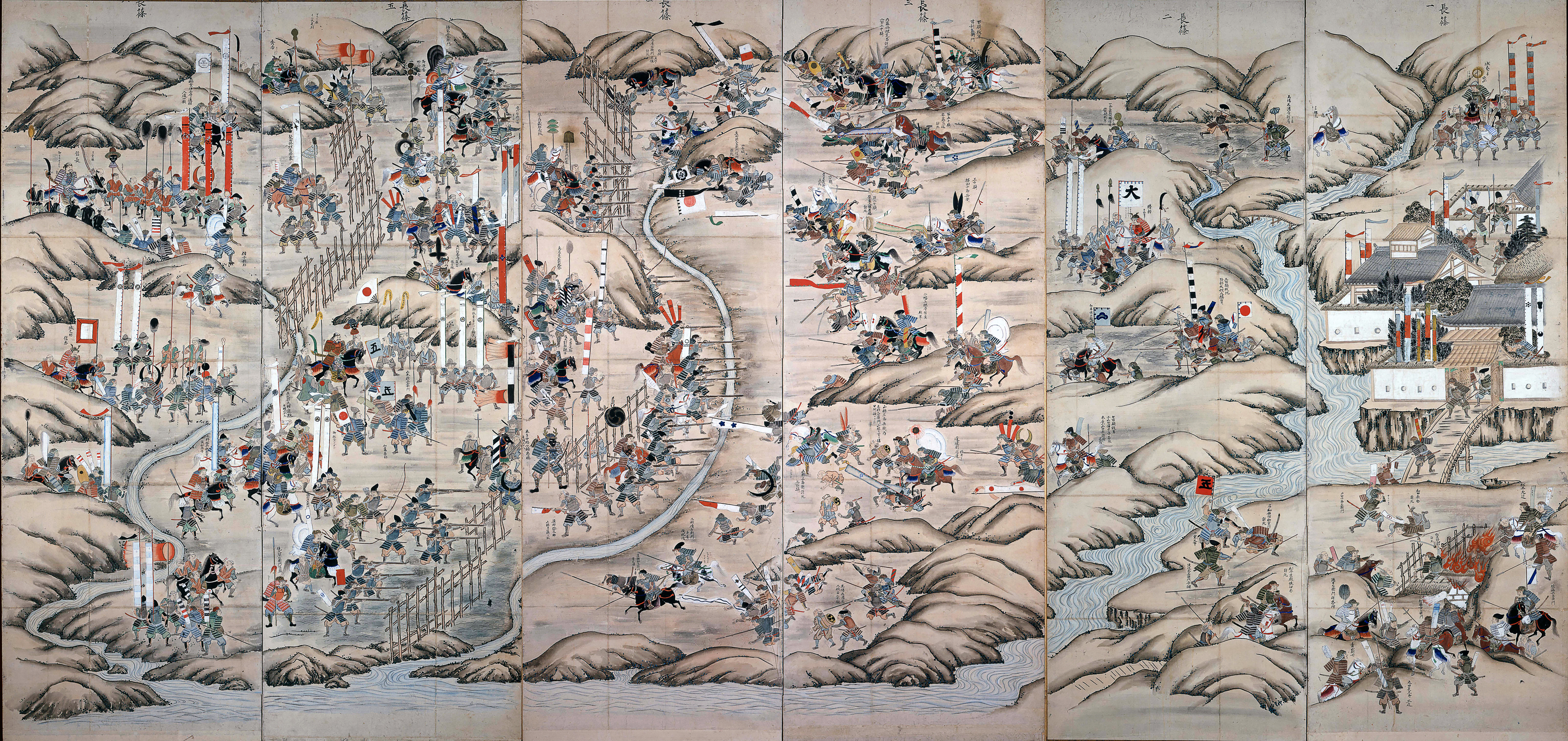
Pintura dedicada a la Batalla de Nagashino (1575) uno de los episodios incluidos en la película Kagemusha (La sombra del guerrero) (1980)

En 1977 el director estadounidense George Lucas, con el estreno de Episode IV - A New Hope (Episodio IV - Una nueva esperanza), dio comienzo a la exitosa saga de películas Star Wars una de cuyas influencias reconocidas es la película Kakushi toride no san akunin (La fortaleza escondida) de Kurosawa. Lucas, como muchos otros jóvenes directores contemporáneos de Hollywood, manifestó su respeto y admiración por la labor del director japonés. Tras conocer las dificultades financieras que impedían la puesta en marcha de los proyectos de Kurosawa ambos realizadores se reunieron en julio de 1978 en San Francisco para abordar un proyecto económicamente viable: Kagemusha (La sombra del guerrero) (1980). La película es una historia épica sobre un criminal de clase baja contratado para suplantar a un moribundo señor feudal con el objetivo de engañar a los enemigos de este y evitar que ataquen al recién acéfalo feudo. La historia está basada en el caudillo Takeda Shingen y finaliza con la histórica Batalla de Nagashino (1575). Fueron coproductores George Lucas y Francis Ford Coppola y fue financiada por 20th Century Fox, el estudio que una década atrás había prescindido de Kurosawa durante el rodaje de Tora! Tora! Tora!.
El rodaje de Kagemusha se prolongó entre junio de 1979 y marzo de 1980 y estuvo rodeado de contratiempos. El actor inicialmente previsto para encarnar el personaje principal, Shintarō Katsu -creador del popular personaje Zatōichi un masajista ciego extremadamente hábil luchando con la espada-, fue despedido tras la insistencia del actor, en contra los deseos de Kurosawa, de grabar en vídeo su propia actuación. Fue reemplazado por Tatsuya Nakadai, en el primero de dos roles consecutivos en una película del director. Se estrenó en Tokio en abril de 1980 convirtiéndose en un éxito masivo en Japón y durante su estreno internacional. A nivel de crítica obtuvo premios como el David de Donatello de la academia Italiana o los premios César de la francesa, la Palma de Oro en el Festival de Cannes (1980) y nominaciones a los Globos de Oro, BAFTA y en los Premios Óscar en las categorías de mejor película extranjera y mejor dirección artística.
El éxito internacional de Kagemusha permitió a Kurosawa plantear un segundo proyecto épico, Ran (1985), de similar estilo. Considerada una de sus obras clave se trata de un jidaigeki basado en las leyendas del daimyō Mori Motonari y parcialmente en la tragedia El rey Lear de William Shakespeare. La trama muestra la caída de Hidetora Ichimonji (Tatsuya Nakadai) un señor de la guerra de la Era Sengoku que decide abdicar en favor de sus tres hijos. Tras llevar a cabo esta decisión su reino se desintegra debido a las luchas de poder que surgen entre su descendientes que tratan de asesinar a sus rivales para alcanzar el poder. Con un proceso de preproducción desarrollado durante una década el rodaje duró más de un año y fue necesario contar con el apoyo del productor francés Serge Silberman, quien fuera el productor de las últimas películas de Luis Buñuel, para completar los 12 millones de dólares de presupuesto. En Japón tuvo un moderado éxito en taquilla y en el mercado internacional fue un gran éxito. A nivel de crítica obtuvo 30 premios incluyendo el Festival de San Sebastián, los premios David de Donatello de la academia italiana, los BAFTA o los premios Óscar a pesar de no haber sido nominado en la categoría de Mejor película extranjera.

#### Últimos trabajos (1987-98)

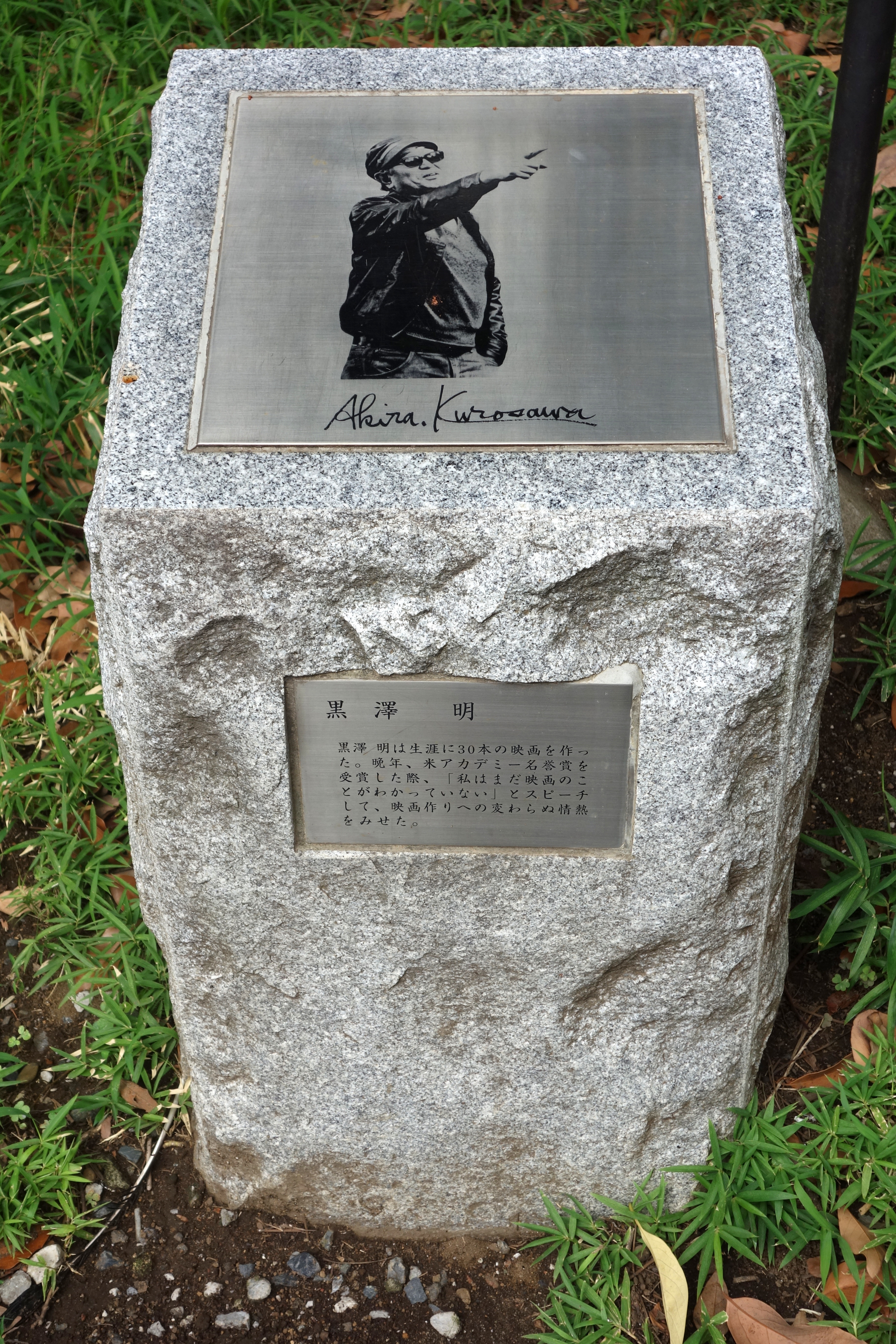
Monumento conmemorativo a Kurosawa en el Parque Ueno (Tokio)

Para su siguiente proyecto, Yume (Sueños o Los sueños de Akira Kurosawa) (1990), Kurosawa eligió una temática muy distinta a sus películas previas. Aunque en ocasiones previas sí aparecen secuencias breves que muestran ensoñaciones, como en Yoidore tenshi (El ángel ebrio) (1948) o Kagemusha (La sombra del guerrero) (1980), la película está basada únicamente en sueños reales del director quien escribió el guion sin la participación de otros colaboradores. Dividida en ocho segmentos los temas principales son la infancia, la espiritualidad, el arte, la muerte, los desastres universales y los errores del hombre con respecto al mundo mostrando un lado literal y otro metafórico. Pese a contar con un presupuesto más reducido, con respecto a sus obras anteriores, ningún estudio cinematográfico japonés apostó por la cita con lo que Kurosawa recurrió a Steven Spielberg quien medió con Warner Bros. para que adquiriera los derechos de distribución internacional. De esta manera Hisao Kurosawa, hijo del director y coproductor de la cinta, negoció en mejor posición para completar el presupuesto necesario. El rodaje abarcó más de ocho meses para completarse y se estrenó en el Festival de Cannes en mayo de 1990. Sin embargo la repercusión fue bastante limitada tanto en Japón como internacionalmente.

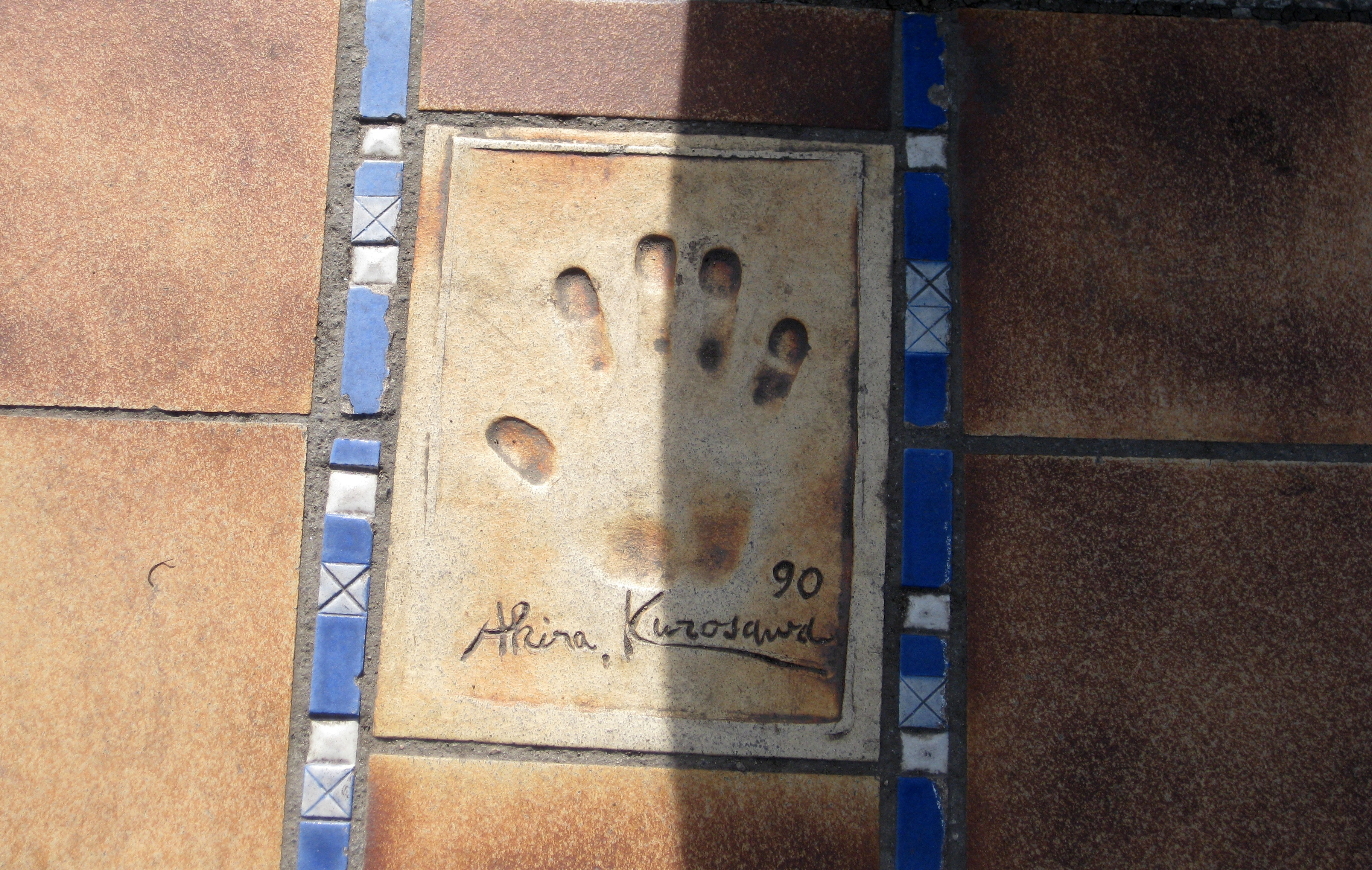
Placa conmemorativa con la mano de Akira Kurosawa (Cannes)

El 27 de marzo de 1990 Akira Kurosawa, con 81 años de edad, recibió el Premio Óscar honorífico a toda su trayectoria entregado por los directores Steven Spielberg y George Lucas.
Su siguiente película Hachi gatsu no kyōshikyoku (Rapsodia en agosto) (1991) es considerada un alegato antibelicista que aborda los efectos del bombardeo atómico sobre Hiroshima y Nagasaki a través de los ojos de una anciana hibakusha y su familia. Producida íntegramente en Japón, algo que no sucedía desde Dodes'ka-den (1970) se trata de la primera y única ocasión en que un actor extranjero, Richard Gere, participó en una película de realizador. Adaptación de una novela breve escrita por Kiyoko Murata el rodaje tuvo lugar a comienzos de 1991 estrenándose el 25 de mayo del mismo mayo. La recepción crítica fue negativa, especialmente en Estados Unidos donde se consideró que la trama ofrecía una visión antiestadounidense, acusaciones que el director rechazó. Sin embargo la cinta obtuvo cuatro premios de la Academia de Cine japonés o la nominación a mejor película del año para la revista Cahiers du Cinéma.
Finalmente en 1993 Kurosawa estrenó su última película, una comedia dramática, como realizador: Madadayo (Todavía no). Estrenada durante el Festival de Cannes de 1993 se basa en los ensayos autobiográficos de Hyakken Uchida, un escritor y profesor de alemán japonés que, a lo largo de los años, muestra la relación que surge con sus antiguos alumnos quienes lo cuidan hasta su vejez y su deseo de no sentirse preparado para la muerte. El rodaje tuvo lugar entre febrero y septiembre de 1992, estrenándose en abril de 1993, y obteniendo valoraciones positivas entre la crítica especializada.

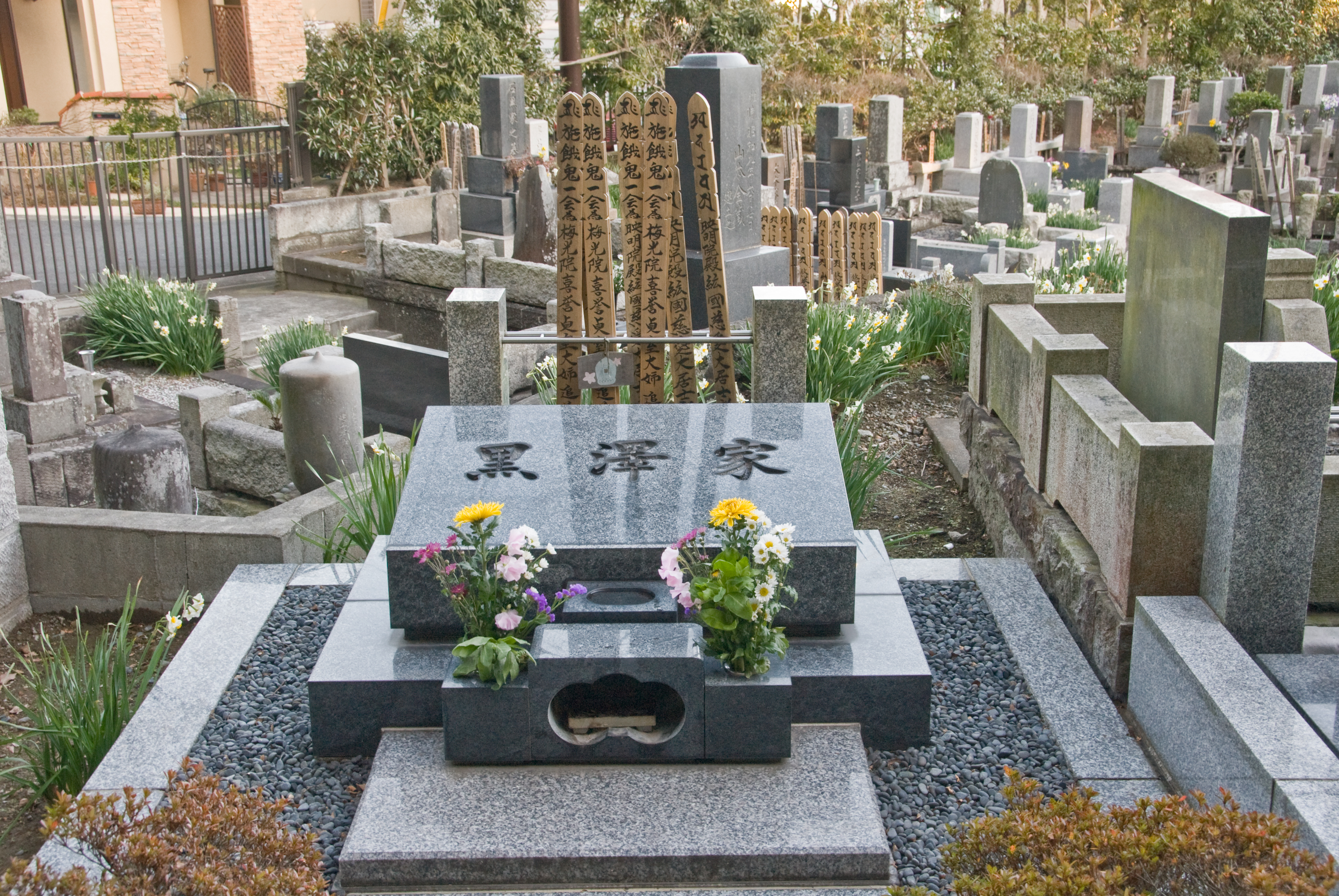
Detalle de la tumba de Akira Kurosawa

El director prosiguió con la escritura de dos guiones que fueron adaptados póstumamente: Ame agaru (escrita en 1993 y estrenada en 1999) y Umi wa miteita (escrita en 1995 y estrenada en 2002). Mientras se encontraba realizando los últimos retoques en 1995 Kurosawa sufrió un accidente en la columna vertebral que le obligó a utilizar una silla de ruedas hasta su fallecimiento e impidió que volviera a dirigir nuevamente. Tras ese accidente la salud de Kurosawa comenzó a deteriorarse, viéndose forzado a permanecer postrado en cama escuchando música o viendo televisión. El 6 de septiembre de 1998 Akira Kurosawa falleció a la edad de 88 años en Setagaya (Tokio). Para entonces la familia del director estaba formada por su hijo Hisao Kurosawa, casado con Hiroko Hayashi, su hija Kazuko Kurosawa, casada con Harayuki Kato, y varios nietos. Uno de sus nietos, el actor Takayuki Kato hijo de Kazuko Kurosawa, fue actor de reparto en las dos películas escritas por Kurosawa que fueron filmadas tras su muerte.

## Estilo y temas

### Técnica cinematográfica
Kurosawa poseía una técnica cinematográfica propia, que desarrolló en la década de 1950, y que otorga a sus películas un aspecto único. Le gustaba emplear lentes de teleobjetivo, por el modo en que aplanaban el encuadre y porque creía que situando las cámaras lejos de los actores se lograban mejores interpretaciones. También utilizaba varias cámaras al mismo tiempo lo que le permitía filmar un mismo plano desde distintos ángulos. Otra peculiaridad del estilo de Kurosawa era su empleo habitual de los elementos meteorológicos en sus películas, como la fuerte lluvia en la escena inicial de Rashōmon y en la batalla final de Shichinin no samurai (Los siete samuráis), el calor intenso en Nora Inu (El perro rabioso), el viento helado en Yojimbo (El mercenario), la lluvia y la nieve en Ikiru (Vivir) o la niebla en Kimonosu-jo (Trono de sangre).

Cuando concibo una idea original que me gustaría convertir en un guion, me encierro en un hotel con papel y lápiz. En ese punto, tengo una idea general de la trama, y sé más o menos cómo va a terminar. Si yo no sé con qué escena empezar, sigo la corriente de las ideas que surgen de forma natural
Akira Kurosawa (1991) 

Conocido como Tenno (literalmente, «El emperador»), por su estilo como director, era un perfeccionista que dedicaba enormes cantidades de tiempo y esfuerzo para lograr el efecto visual deseado. En Rashōmon tiñó el agua con tinta negra para lograr el efecto de lluvia intensa, y terminó empleando todo el suministro de agua de la zona para crear una tormenta. En Kimonosu jo (Trono de sangre), en la escena final en la que Toshirō Mifune es alcanzado por las flechas, Kurosawa empleó flechas reales disparadas por arqueros expertos desde cerca, que se clavaron a unos centímetros del cuerpo del actor. En Ran (Caos) hizo construir todo un castillo en las laderas del monte Fuji solo para quemarlo hasta los cimientos en la escena clímax de la película. Otras historias similares sobre el perfeccionismo de Kurosawa hablan de que mandó que se invirtiera el sentido del flujo de un arroyo, para lograr un mejor efecto visual, o que hizo eliminar el tejado de una casa (para tener que reponerlo después) solo porque le pareció que la presencia de ese tejado estropeaba una breve secuencia filmada desde un tren.
Su perfeccionismo también se manifestaba en su elección del vestuario: le parecía que dar al actor un traje recién hecho restaba autenticidad al personaje. Para solventarlo, repartía el vestuario a los actores semanas antes de la filmación, y les obligaba a usarlo diariamente para «establecer un vínculo» con la ropa. En algunos casos, como en Shichinin no samurai (Los siete samuráis), en el que la mayor parte del reparto estaba formado por granjeros pobres, se instruyó a los actores para que se aseguraran de desgastar y destrozar la ropa antes del rodaje.
Kurosawa también pensaba que una música «acabada» no encajaba en el cine. Al elegir una pieza musical para acompañar una escena, solía buscar un solo instrumento (por ejemplo, solo trompetas). Únicamente al acercarse el final de sus películas se escucha música más «acabada».

Me gustan y me han gustado siempre las películas mudas. Con frecuencia son mucho más bellas que las sonoras. De todos modos quise restaurar algo de su belleza. Recuerdo que lo pensé así: Una de las técnicas de la pintura moderna es la simplificación; por lo tanto, debo simplificar este filme
Akira Kurosawa (1991) 

### Influencias

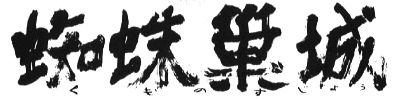
Logotipo de Kimonosu-jo (Trono de sangre) (1957)

Un aspecto notable de las películas de Kurosawa es la amplitud de sus influencias artísticas. Algunas de sus películas son adaptaciones de obras de William Shakespeare: Ran está basada en El rey Lear, y Kimonosu-jo (Trono de sangre) en Macbeth, mientras que Warui yatsu hodo yoku nemuru (Los canallas duermen en paz) ofrece ciertos paralelismos con Hamlet, aunque no está claro que se base en ella.

Soy japonés, y pienso en tanto que japonés, y realizo mis películas con este estado de ánimo. No he estado nunca influenciado por el extranjero. Cuando leí Macbeth, lo encontré muy interesante. Me hacía pensar en muchas cosas. El Japón de la guerra civil y la época de Shakespeare se parecen mucho. Los personajes también. Coger a Shakespeare y adaptarlo a un contexto japonés no fue demasiado difícil. El «no» es una forma de expresión única en el mundo. Tiene un impacto formidable. Luego si yo no hubiera tomado esta expresión, los personajes no habrían tenido el mismo impacto. Yo adoro el «no» y lo he mirado siempre, luego es normal que me inspire en él.
Akira Kurosawa (1991) 

Kurosawa dirigió adaptaciones de obras literarias rusas adaptándolas a la ambientación y el contexto japonés como en Hakuchi (El idiota) (1952), basada en El idiota de Fiódor Dostoyevski, o Donzoko (Los bajos fondos) (1957) basada en la novela homónima de Máximo Gorki. Ikiru (Vivir) (1952) trata hasta cierto punto las mismas cuestiones que el cuento de León Tolstói La muerte de Iván Ilich. Algunas tramas argumentales presentes en Akahige (Barbarroja) (1965) pueden encontrarse en el libro Humillados y ofendidos de Fiódor Dostoyevski.

El autor del libro, Shuguro Yamamoto, siempre se había opuesto a que sus novelas fueran llevadas al cine. Él hizo una excepción con Barbarroja porque insistí con obstinación implacable hasta que lo logré. Sin embargo, después de haber terminado de ver la película me miró y me dijo: «Bueno, es más interesante que mi novela».
Akira Kurosawa (1991) 

Tengoku to jigoku (El infierno del odio) toma ideas de la obra King's Ransom del escritor policíaco estadounidense Ed McBain. Yojimbo (El mercenario) guarda similitudes con Cosecha roja de Dashiell Hammett. Nora inu (El perro rabioso) se inspira en las novelas de detectives del belga Georges Simenon. El germen de Shichinin no samurai (Los siete samuráis) se encuentra en la tragedia clásica griega de Esquilo Los siete contra Tebas.

De hecho, al ver las películas basadas en sus libros, algunos autores dicen: «Esa parte de mi novela está bien retratada». Pero en realidad están refiriendo a algo que fue añadido por el director. Entiendo lo que están diciendo, ya que pueden ver claramente expresado en la pantalla, por pura intuición por parte del director, algo que ellos hubieran querido escribir, pero no habían sido capaces de hacerlo.
Akira Kurosawa (1991) 

El director estadounidense John Ford también tuvo una importante influencia en su obra. Aunque algunos críticos japoneses acusaron a Kurosawa de ser «demasiado occidental» también estaba profundamente influido por la cultura de su país sobre todo por el teatro Kabuki y Noh y el género Jidaigeki del cine japonés.

### Influencia en otros artistas

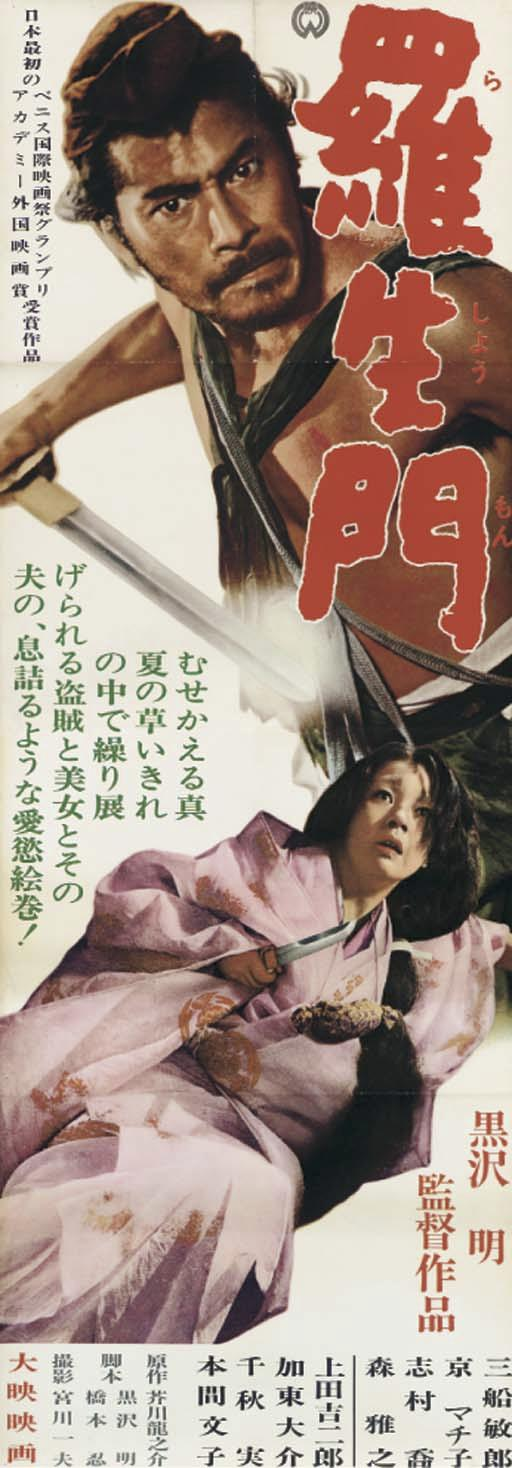
Póster de Rashōmon

Las películas de Akira Kurosawa han tenido una gran influencia en el cine mundial y todavía inspiran a muchos directores. Realizadores como Ingmar Bergman, Federico Fellini, Roman Polanski, Bernardo Bertolucci, Andréi Tarkovski, Martin Scorsese o Quentin Tarantino han manifestado públicamente su admiración y respeto por el director japonés. En algunas ocasiones también ejercieron como productores de sus películas: Francis Ford Coppola y George Lucas fueron productores ejecutivos en Kagemusha (1980) y Steven Spielberg y George Lucas produjeron Yume (Sueños) (1990).

Las películas de Kurosawa y La Dolce Vita de Fellini, son las cosas que más motivan para convertirte en un director de cine.
Bernardo Bertolucci 

Rashōmon (1950), premio Óscar a la mejor película extranjera, premio León de Oro, y considerada la primera «película judicial» de la historia del cine, fue revisitada por Martin Ritt en su película The Outrage (1964). Su influencia es perceptible en películas como Reservoir Dogs (1992) de Quentin Tarantino, The usual suspects (1995) de Bryan Singer, Lola Rennt (1998) de Tom Tykwer o Ying Xiong (2002) de Zhang Yimou. Las películas de Kollywood (filmadas en tamil) Andha Naal (1954) y Virumaandi (2004) emplean también recursos narrativos similares. Además de hacer conocido el cine japonés en todo el mundo ha dado nombre a un tipo de narrativa, fragmentada e inconsistente, conocida como el efecto Rashōmon. En psicología sistémica se denomina Rashōmon a una técnica terapéutica basada en la confrontación de diferentes versiones, entre familiares o personas de un grupo, para que los demás conozcan sus estados emocionales e interpretaciones.

Quiero ponerlo en claro: El manantial de la doncella es una pésima imitación a Kurosawa.
Ingmar Bergman 

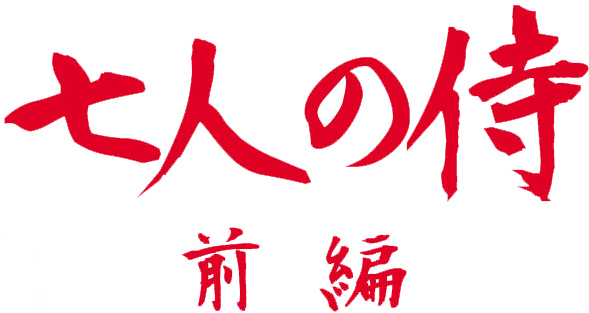
Logotipo de Los siete samuráis

Shichinin no samurai (Los siete samuráis) (1954), calificada como una de las películas más influyentes del cine y la mejor película realizada en la filmografía japonesa, ha sido fuente de influencia en otras obras. Algunas de las más destacadas, que mantienen la estructura narrativa básica, incluyen a Los siete magníficos (1960) dirigida por John Sturges, Saat Hindustani (1969) de Khwaja Ahmad Abbas en la que debutó Amitabh Bachchan, Beach of the War Gods (1973) de Jimmy Wang Xu, Battle Beyond the Stars (1980) de Jimmy T. Murakami y Roger Corman o World Gone Wild (1987) de Lee Katzin. Otras películas se basan más libremente en el original incluyendo Los tres amigos (1970) de Gilberto Gazcón o A Bug's Life (1998) de John Lasseter y Andrew Stanton. Una escena de Conan el Bárbaro (1982), dirigida por John Milius, en la que el narrador de la historia carga con las armaduras de los guerreros muertos y las ofrece a Conan para la batalla final de la película, parece estar inspirada en aquella otra del clásico de Kurosawa en que los campesinos rescatan las armaduras de samuráis muertos para poder enfrentarse a la nueva amenaza que se cierne sobre ellos.

Veo Los Siete Samuráis antes de rodar una película.
Andrei Tarkovski 

Yojimbo (1961), por su parte, es la base de la película Per un pugno di dollari (1964) de Sergio Leone con la que se inició el género Spaghetti Western. Dado que los productores no abonaron derechos por la historia los guionistas de Yojimbo (Kurosawa y Ryuzo Kikushima) los demandaron por violación de los derechos de autor, ganando el pleito y obteniendo el 15 % de las ganancias y los derechos de distribución en Japón, Corea del Sur y Taiwán. Posteriores películas como Last Man Standing (1996) dirigida por Walter Hill, el drama urbano Fresh (1994) de Boaz Yakin o Django Unchained (2012) de Quentin Tarantino mantienen conexiones con el original de Kurosawa.

Kurosawa vio Por un puñado de dólares y le gustó, al igual que Los siete magníficos. Pero en el caso de Por un puñado de dólares cometieron una infracción. Entonces Toho, el estudio de Kurosawa, demandó a Leone y Kurosawa le envió una carta. Leone estaba muy contento de recibirla pero la carta decía: «He visto tu película. Es una muy buena película. Desafortunadamente, es mi película».
Stephen Prince 

Kakushi toride no san-akunin (La fortaleza escondida) (1958), premio Oso de Plata y considerada por The Criterion Collection «una de las mejores películas de acción y aventura de la historia, de ritmo rápido, ingenioso y visualmente impresionante», es una influencia reconocida en la saga Star Wars de George Lucas. En particular en las películas Episode IV - A New Hope (1977) y Episode VI - Return of the Jedi (1983) y en los personajes de C3PO y R2D2. Lucas también empleó en su saga la técnica cinematográfica de transiciones empleada por Kurosawa.

La Fortaleza Escondida tuvo su influencia en La Guerra de las Galaxias. Cuando empecé a escribir el guión tenía esa película en mente. Recuerdo que lo que más me había sorprendido de ella es que contaran la historia los personajes más humildes.(...) Es difícil apreciar el verdadero genio de Kurosawa. Hace falta ver unas cuantas películas suyas. Comparado con otros tiene un estilo visual único.
George Lucas (Días de cine, 2015) 

## Filmografía
| Año  | Título                                                     |
| ---- | ---------------------------------------------------------- |
| 1943 | La leyenda del gran judo                                   |
| 1944 | La más bella                                               |
| 1945 | La nueva leyenda del gran judo                             |
| 1945 | Los hombres que caminan sobre la cola del tigre            |
| 1946 | Los que construyen el porvenir                             |
| 1946 | No añoro mi juventud                                       |
| 1947 | Un domingo maravilloso                                     |
| 1948 | El ángel ebrio                                             |
| 1949 | Duelo silencioso                                           |
| 1949 | El perro rabioso                                           |
| 1950 | Escándalo                                                  |
| 1950 | Rashōmon                                                   |
| 1951 | Hakuchi (El idiota)                                        |
| 1952 | Vivir                                                      |
| 1954 | Los siete samuráis                                         |
| 1955 | Crónica de un ser vivo                                     |
| 1957 | Trono de sangre                                            |
| 1957 | Los bajos fondos                                           |
| 1958 | La fortaleza escondida                                     |
| 1960 | Warai yatsu hodo yoku nemuru (Los canallas duermen en paz) |
| 1961 | Yojimbo (El mercenario)                                    |
| 1962 | Sanjuro                                                    |
| 1963 | Tengoku to jigoku (El infierno del odio)                   |
| 1965 | Barbarroja                                                 |
| 1970 | Dodes'ka-den                                               |
| 1975 | Dersu Uzala (El cazador)                                   |
| 1980 | Kagemusha (La sombra del guerrero)                         |
| 1985 | Ran                                                        |
| 1990 | Los Sueños de Akira Kurosawa                               |
| 1991 | Rapsodia en agosto                                         |
| 1993 | Madadayo (Todavía no)                                      |

## Premios
A lo largo de su trayectoria Kurosawa recibió un total de 67 premios y 27 nominaciones en diferentes certámenes.
Premios Óscar
| Año  | Categoría                            | Película         | Resultado |
| ---- | ------------------------------------ | ---------------- | --------- |
| 1952 | Óscar a la mejor película extranjera | Rashōmon         | Ganador   |
| 1972 | Mejor película de habla no inglesa   | Dodesukaden      | Nominado  |
| 1976 | Óscar a la mejor película extranjera | Dersu Uzala      | Ganador   |
| 1981 | Mejor película de habla no inglesa   | Kagemusha        | Nominado  |
| 1986 | Óscar al mejor director              | Ran              | Candidato |
| 1990 | Óscar Honorífico                     | Óscar Honorífico | Ganador   |

Premios BAFTA
| Año  | Categoría                      | Película  | Resultado |
| ---- | ------------------------------ | --------- | --------- |
| 1981 | Premio al mejor director       | Kagemusha | Ganador   |
| 1981 | Premio a la mejor película     | Kagemusha | Candidato |
| 1987 | Premio a la mejor película     | Ran       | Ganador   |
| 1987 | Premio al mejor guion adaptado | Ran       | Candidato |

Premios de la Academia Japonesa
| Año  | Categoría                | Película                                        | Resultado |
| ---- | ------------------------ | ----------------------------------------------- | --------- |
| 1991 | Premio al mejor director | Yume                                            | Candidato |
| 1992 | Premio al mejor director | Hachi gatsu no kyōshikyoku (Rapsodia en agosto) | Candidato |
| 1992 | Premio al mejor guion    | Hachi gatsu no kyōshikyoku (Rapsodia en agosto) | Candidato |
| 1999 | Premio honorífico        | Premio honorífico                               | Ganador   |
| 2001 | Premio al mejor guion    | Ame agaru                                       | Ganador   |

Festival Internacional de Cine de Cannes
| Año  | Categoría    | Película  | Resultado |
| ---- | ------------ | --------- | --------- |
| 1980 | Palma de Oro | Kagemusha | Ganador   |

Festival Internacional de Cine de Venecia
| Año  | Categoría                     | Película                      | Resultado |
| ---- | ----------------------------- | ----------------------------- | --------- |
| 1951 | León de Oro                   | Rashomon                      | Ganador   |
| 1951 | Premio de la Crítica Italiana | Rashomon                      | Ganador   |
| 1954 | León de Plata                 | Los siete samurais            | Ganador   |
| 1965 | Premio San Jorge              | Barbarroja                    | Ganador   |
| 1965 | Premio OCIC                   | Barbarroja                    | Ganador   |
| 1982 | León de Oro a toda su carrera | León de Oro a toda su carrera | Ganador   |

Festival Internacional de Cine de Berlín
| Año  | Categoría       | Película               | Resultado |
| ---- | --------------- | ---------------------- | --------- |
| 1959 | Oso de Plata    | La fortaleza escondida | Ganador   |
| 1959 | Premio FIPRESCI | La fortaleza escondida | Ganador   |

Festival Internacional de Cine de San Sebastián
| Año  | Categoría   | Película | Resultado |
| ---- | ----------- | -------- | --------- |
| 1985 | Premio OCIC | Ran      | Ganador   |

### Otros premios
- 1949 - Premio Kinema Junpō por Yoidore tenshi (El ángel ebrio).
- 1953 - Premio Kinema Junpō por Ikiru (Vivir).
- 1966 - Premio Kinema Junpō por Akahige (Barbarroja).
- 1971 - Premio OCIC en la Mostra de Venecia por Dodes'ka-den.
- 1975 - Premio San Jorge de Oro en el Festival de Cine de Moscú por Dersu Uzala (El cazador).
- 1975 - Premio OCIC en el Festival de Cine de Moscú por Dersu Uzala (El cazador).
- 1979 - Premio honorífico a toda una carrera en el Festival de Cine de Moscú* 1984 - Legión de Honor francesa.
- 2006 – Premio especial en la X Celebración de cine a l'Iran.